# Up the Drackenfels by Cogwheel Railway
Up the Drackenfels by Cogwheel Railway è un cortometraggio muto del 1903. Il nome del regista non viene riportato nei credit del film né vi appare quello di un operatore.
La collina di Drachenfels, una delle Siebengebirge, è alta 321 metri e si trova tra Königswinter e Bad Honnef, nella Renania Settentrionale-Vestfalia. In cima vi si trovano le rovine del castello, distrutto nel 1634 durante la Guerra dei trent'anni. Meta turistica legata al romanticismo tedesco, dal 1883 è accessibile grazie alla Drachenfelsbahn, una linea tramviaria inaugurata nel luglio di quell'anno.

## Produzione
Il film fu prodotto dalla Hepworth. Venne girato in Germania, a Königswinter.

## Distribuzione
Distribuito dalla Hepworth, il documentario - un cortometraggio della lunghezza di 91,4 metri - presumibilmente uscì nelle sale cinematografiche britanniche nel 1903.
Non si hanno altre notizie del film che si ritiene perduto, forse distrutto nel 1924 quando il produttore Cecil M. Hepworth, ormai fallito, cercò di recuperare l'argento del nitrato fondendo le pellicole.